# Legionella parisiensis
Espèce
Legionella parisiensis est une espèce de bactéries gram-négatives de la famille des Legionellaceae isolée à Paris.

## Description
Les bactéries de l'espèce Legionella parisiensis sont des bacilles gram-négatifs dont la croissance est possible sur milieu BCYE supplémenté en L-cystéine

## Taxonomie
Le nom correct complet (avec auteur) de ce taxon est Legionella parisiensis Brenner et al. 1985.

### Étymologie
L'étymologie du nom spécifique des Legionella parisiensis est la suivante : N.L. masc./fem. adj. parisiensis, appartenant à Paris, France [parisensis serait probablement plus juste].